# Робинсон, Томас (баскетболист)
Томас Эрл Робинсон (англ. Thomas Earl Robinson; родился 17 марта 1991 года, Вашингтон, округ Колумбия, США) — американский и и ливанский профессиональный баскетболист, играющий на позиции тяжёлого форварда. Был выбран на драфте НБА 2012 года в 1-м раунде под общим 5-м номером клубом «Сакраменто Кингз».

## Студенческая карьера
Робинсон три сезона выступал за команду Канзасского университета, в 2012 году он был включён в первую символическую сборную студенческого сезона и признан лучшим игроком конференции Big 12. Робинсон решил пропустить последний сезон в колледже и в апреле 2012 года выставил свою кандидатуру на драфт НБА. Баскетбольные аналитики прогнозировали, что он будет выбран на драфте в первой пятёрке игроков.

## Профессиональная карьера

### Сакраменто Кингз (2012—2013)
28 июня 2012 года Робинсон был выбран под пятым номером на драфте НБА 2012 года командой «Сакраменто Кингз». 7 ноября 2012 года в четвертой четверти матча с «Детройт Пистонс» Робинсон ударил Юнаса Йеребко локтем в горло и был удален с площадки. На следующий день он был дисквалифицирован на две игры.

### Хьюстон Рокетс (2013)
20 февраля 2013 года Робинсон был обменян в «Хьюстон Рокетс» вместе с Франциско Гарсией и Тайлером Хоникаттом в обмен на Патрика Паттерсона, Тони Дугласа и Коула Олдрича. «Кингз» отказались от Робинсона из-за появления Демаркуса Казинса, а также из-за того, что «Кингз» не могли найти игровое время для Робинсона.

### Портленд Трэйл Блэйзерс (2013—2015)
10 июля 2013 года Робинсон был обменян в «Портленд Трэйл Блэйзерс» на права на Костаса Папаниколау и Марко Тодоровича, а также два будущих выбора второго раунда драфта. 23 февраля 2014 года Робинсон набрал 14 очков и сделал 18 подборов в победе над «Миннесотой Тимбервулвз» со счетом 108-97. В сезоне 2013/14 он набирал в среднем 4,8 очка и 4,4 подбора в 70 матчах.
В сезоне 2014/15 Робинсон плотно осел на скамейке запасных, его минуты занял пополнивший команду в межсезонье бывший участник Матча всех звезд Крис Каман. Первая реальная возможность для Робинсона в сезоне появилась после травмы стартового центрового Робина Лопеса, который сломал правую руку 15 декабря в победе над «Сан-Антонио Сперс». Робинсон в первый раз вышел в стартовой пятерке в НБА в следующей игре команды, 17 декабря в домашнем матче против «Милуоки Бакс», набрав 15 очков и 16 подборов, благодаря чему «Трэйл Блэйзерс» выиграли со счетом 104-97. Он стал третьим игроком «Блэйзерс», набравшим не менее 15 очков и 15 подборов в своем первом матче в старте; двое других - Билл Уолтон и Морис Лукас. В последующих играх Робинсон выходил в паре с Каманом со скамейки запасных, играя солидные минуты в роли тяжелого форварда позади Ламаркуса Олдриджа.

### Филадельфия Севенти Сиксерс (2015)
19 февраля 2015 года Робинсон был обменян в «Денвер Наггетс» вместе с Уиллом Бартоном, Виктором Клавером и правом выбора в первом раунде драфта 2016 года на Аррона Аффлало и Алонцо Джи. Через три дня он был отчислен «Наггетс», не сыграв за них ни одного матча.
24 февраля 2015 года Робинсон перешел в «Филадельфию Севенти сиксерс». На следующий день он дебютировал за «Сиксерс», набрав семь очков и сделав шесть подборов в матче с «Милуоки Бакс» (104:88).

### Бруклин Нетс (2015—2016)
9 июля 2015 года Робинсон подписал контракт с «Бруклин Нетс». Он дебютировал за «Нетс» в матче-открытии сезона против «Чикаго Буллз» 28 октября, набрав 4 очка и сделав 5 подборов со скамейки запасных в проигрыше со счетом 100:115. 5 марта 2016 года он провел лучший матч сезона, набрав 18 очков и сделав 17 подборов за 40 минут в качестве стартового игрока в проигрыше «Миннесоте Тимбервулвз». 29 марта он вышел на площадку в старте во второй раз в сезоне и снова набрал 18 очков, на этот раз в поражении от «Орландо Мэджик». 3 апреля он записал на свой счет четвертый подряд дабл-дабл из 11 очков и 15 подборов в поражении от «Нью-Орлеан Пеликанс» со счетом 106-87.

### Лос-Анджелес Лейкерс (2016—2017)
21 сентября 2016 года Робинсон подписал контракт с «Лос-Анджелес Лейкерс». 21 марта 2017 года Робинсон набрал максимальные за сезон 16 очков в поражении от «Лос-Анджелес Клипперс» со счетом 133-109. Он повторил эту отметку 1 апреля 2017 года, набрав 16 очков и сделав девять подборов в очередном поражении от «Клипперс». Днем позже Робинсон оформил свой первый дабл-дабл в сезоне, набрав 12 очков и сделав 10 подборов в победе над «Мемфис Гриззлис» со счетом 108-103.

### Химки (2017—2018)
23 сентября 2017 года Робинсон подписал контракт с российским клубом «Химки» на сезон 2017/18.
30 августа 2018 года Робинсон подписал контракт с «Атлантой Хокс». 13 октября 2018 года Робинсон был отчислен «Хокс».

### Бэйконг Флай Дрэгонс (2018—2019)
3 декабря 2018 года Робинсон подписал контракт с китайским клубом «Бэйконг Флай Дрэгонс».

### Мэн Ред Клоз (2019)
17 марта 2019 года «Мэн Ред Клоз» из Джи-Лиги НБА объявил в Твиттере, что он приобрел Робинсона.

### Химки (2020)
6 февраля 2020 года Робинсон вернулся в свой бывший российский клуб «Химки» из Единой лиги ВТБ и Евролиги, подписав одномесячный контракт с возможностью продления до конца сезона. В четырех матчах Евролиги он набирал в среднем 4,2 очка и 3,2 подбора за игру. Робинсон расстался с командой 4 августа.

### Бахчешехир Колежи (2020—2021)
25 ноября 2020 года Робинсон подписал контракт с «Бахчешехир Коледжи» из турецкой баскетбольной Суперлиги.

### Кангрехерос де Сантурсе (2021)
28 мая 2021 года «Кангрехерос де Сантурсе» объявили о включении Робинсона в свой состав.

### Сеул Самсунг Тандерс (2021—2022)
28 ноября 2021 года Робинсон подписал контракт с «Сеул Самсунг Тандерс» из Корейской баскетбольной лиги.

### Пиратас де Кебрадильяс (2022)
16 февраля 2022 года Робинсон вернулся в Пуэрто-Рико, на этот раз подписав контракт с «Пиратас де Кебрадильяс».
В августе 2022 года он подписал контракт с командой «Сан-Мигель Бирмен» Филиппинской баскетбольной ассоциации (PBA) в качестве легионера команды на Кубок комиссаров PBA 2022/23. Однако он был заменен до начала игр с командой из-за травмы.

### Нлекс Роад Уорриорз (2023)
В сентябре 2023 года он подписал контракт с командой «Нлекс Роад Уорриорз» Филиппинской баскетбольной ассоциации в качестве легионера команды на Кубок комиссара PBA 2023/24. 22 ноября 2023 года во время победы Нлекс над «Нортпорт Батанг Пир» со счетом 112-104 Робинсон был вовлечен в несколько столкновений и вступил в жаркую перепалку с игроками и персоналом «Нортпорта». В туннеле после игры Робинсон и менеджер команды «Нортпорта» Пидо Джаренсио ругались друг с другом, а последний пригрозил: «Я тебя потом пристрелю!». За этот инцидент PBA наложила на Джаренсио штраф в размере 361 доллар США. Однако Робинсон был отчислен «Нлекс» за то, что взял незапланированный отпуск и пропустил тренировки команды. Он провел за команду четыре игры.

### Пелита Джая (2023—настоящее время)
11 декабря 2023 года Робинсон подписывает контракт с «Пелита Джая Бакри» из Индонезийской баскетбольной лиги в качестве игрока-легионера.

## Достижения
- Серебряный призёр Единой лиги ВТБ: 2017/2018
- Серебряный призёр Чемпионата России: 2017/2018

## Статистика

### Статистика в НБА
| Сезон                                                                                    | Команда      | Регулярный сезон | Регулярный сезон | Регулярный сезон | Регулярный сезон | Регулярный сезон | Регулярный сезон | Регулярный сезон | Регулярный сезон | Регулярный сезон | Регулярный сезон | Регулярный сезон | Серия плей-офф | Серия плей-офф | Серия плей-офф | Серия плей-офф | Серия плей-офф | Серия плей-офф | Серия плей-офф | Серия плей-офф | Серия плей-офф | Серия плей-офф | Серия плей-офф |
| Сезон                                                                                    | Команда      | GP               | GS               | MPG              | FG%              | 3P%              | FT%              | RPG              | APG              | SPG              | BPG              | PPG              | GP             | GS             | MPG            | FG%            | 3P%            | FT%            | RPG            | APG            | SPG            | BPG            | PPG            |
| ---------------------------------------------------------------------------------------- | ------------ | ---------------- | ---------------- | ---------------- | ---------------- | ---------------- | ---------------- | ---------------- | ---------------- | ---------------- | ---------------- | ---------------- | -------------- | -------------- | -------------- | -------------- | -------------- | -------------- | -------------- | -------------- | -------------- | -------------- | -------------- |
| 2012/13                                                                                  | Сакраменто   | 51               | 0                | 15,9             | 42,4             | 0,0              | 57,7             | 4,7              | 0,7              | 0,5              | 0,4              | 4,8              | Не участвовал  | Не участвовал  | Не участвовал  | Не участвовал  | Не участвовал  | Не участвовал  | Не участвовал  | Не участвовал  | Не участвовал  | Не участвовал  | Не участвовал  |
| 2012/13                                                                                  | Хьюстон      | 19               | 0                | 13,0             | 44,9             | 0,0              | 42,1             | 4,1              | 0,5              | 0,8              | 0,3              | 4,5              | Не участвовал  | Не участвовал  | Не участвовал  | Не участвовал  | Не участвовал  | Не участвовал  | Не участвовал  | Не участвовал  | Не участвовал  | Не участвовал  | Не участвовал  |
| 2013/14                                                                                  | Портленд     | 70               | 0                | 12,5             | 48,1             | 0,0              | 56,4             | 4,4              | 0,5              | 0,3              | 0,3              | 4,8              | 11             | 0              | 11,0           | 41,9           | 0,0            | 85,7           | 2,6            | 0,5            | 0,5            | 0,5            | 2,9            |
| 2014/15                                                                                  | Портленд     | 32               | 4                | 12,2             | 51,6             | 0,0              | 43,8             | 4,2              | 0,3              | 0,5              | 0,3              | 3,6              | Не участвовал  | Не участвовал  | Не участвовал  | Не участвовал  | Не участвовал  | Не участвовал  | Не участвовал  | Не участвовал  | Не участвовал  | Не участвовал  | Не участвовал  |
| 2014/15                                                                                  | Филадельфия  | 22               | 0                | 18,5             | 46,7             | 0,0              | 60,3             | 7,7              | 1,1              | 0,7              | 0,4              | 8,8              | Не участвовал  | Не участвовал  | Не участвовал  | Не участвовал  | Не участвовал  | Не участвовал  | Не участвовал  | Не участвовал  | Не участвовал  | Не участвовал  | Не участвовал  |
| 2015/16                                                                                  | Бруклин      | 71               | 7                | 12,9             | 44,7             | 0,0              | 43,1             | 5,1              | 0,6              | 0,5              | 0,5              | 4,3              | Не участвовал  | Не участвовал  | Не участвовал  | Не участвовал  | Не участвовал  | Не участвовал  | Не участвовал  | Не участвовал  | Не участвовал  | Не участвовал  | Не участвовал  |
| 2016/17                                                                                  | Лос-Анджелес | 48               | 1                | 11,7             | 53,6             | 0,0              | 47,0             | 4,6              | 0,6              | 0,5              | 0,2              | 5,0              | Не участвовал  | Не участвовал  | Не участвовал  | Не участвовал  | Не участвовал  | Не участвовал  | Не участвовал  | Не участвовал  | Не участвовал  | Не участвовал  | Не участвовал  |
|                                                                                          | Всего        | 313              | 12               | 13,4             | 47,0             | 0,0              | 50,5             | 4,8              | 0,6              | 0,5              | 0,4              | 4,9              | 11             | 0              | 11,0           | 41,9           | 0,0            | 85,7           | 2,6            | 0,5            | 0,5            | 0,5            | 2,9            |
| Наведите курсор мыши на аббревиатуры в заголовке таблицы, чтобы прочесть их расшифровку. |              |                  |                  |                  |                  |                  |                  |                  |                  |                  |                  |                  |                |                |                |                |                |                |                |                |                |                |                |

### Статистика в колледже
| Сезон                                                                                   | Команда | GP  | GS | MPG  | FG%  | 3P%  | FT%  | RPG  | APG | SPG | BPG | PPG  |  |
| --------------------------------------------------------------------------------------- | ------- | --- | -- | ---- | ---- | ---- | ---- | ---- | --- | --- | --- | ---- |  |
| 2009/10                                                                                 | Канзас  | 33  | 1  | 7,1  | 48,5 | 0,0  | 39,5 | 2,7  | 0,3 | 0,2 | 0,5 | 2,5  |  |
| 2010/11                                                                                 | Канзас  | 33  | 2  | 14,6 | 60,1 | 0,0  | 51,0 | 6,4  | 0,6 | 0,4 | 0,7 | 7,6  |  |
| 2011/12                                                                                 | Канзас  | 39  | 39 | 31,8 | 50,5 | 50,0 | 68,2 | 11,9 | 1,8 | 1,1 | 0,9 | 17,7 |  |
|                                                                                         | Всего   | 105 | 42 | 18,7 | 52,5 | 50,0 | 60,6 | 7,3  | 1,0 | 0,6 | 0,7 | 9,8  |  |
| Наведите курсор мыши на аббревиатуры в заголовке таблицы, чтобы прочесть их расшифровку |         |     |    |      |      |      |      |      |     |     |     |      |  |

## Карьера в сборной
Получив ливанский паспорт в декабре 2021 года, Робинсон присоединился к сборной Ливана по баскетболу. Однако с тех пор он не сыграл ни одной игры.

## Личная жизнь
Во время учебы в колледже Томас потерял бабушку, дедушку и мать в течение трех недель. У него есть младшая сестра по имени Джейла Пэрис, которая родилась в 2003 году, и старший брат Джамал Робинсон. После смерти матери, бабушки и дедушки Робинсона заботу о Томасе и его младшей сестре взяла на себя Энджел Моррис, мать близнецов из НБА Маркуса и Маркиффа Моррисов.
Робинсон является соучредителем фонда «Семья превыше всего» (F.O.E) вместе с близнецами Моррис и их матерью.
В декабре 2021 года Робинсон получила ливанский паспорт.